# Albrechtice (Moravia-Slesia)
Albrechtice (in polacco Olbrachcice, in tedesco Albersdorf) è un comune della Repubblica Ceca facente parte del distretto di Karviná, nella regione della Moravia-Slesia.